# 匹田鋭吉
匹田 鋭吉（ひきた えいきち、1868年5月18日〈慶応4年4月26日〉 – 1944年〈昭和19年〉11月9日）は、日本のジャーナリスト・政治家。立憲政友会所属の衆議院議員。

## 経歴
1868年5月18日、美濃国郡上郡八幡（現在の岐阜県郡上市）に於いて郡上藩士匹田重秋の長男として生まれる。1888年（明治21年）、東京専門学校（現在の早稲田大学）政治経済科を卒業。読売新聞社の記者となった後、1902年（明治35年）に富山日報の主筆に招かれ、1910年（明治43年）からは九州日報の主筆となった。さらに北陸タイムス主筆に転じ、1913年（大正2年）からは岐阜日日新聞社の社長兼主筆を務めた。
1915年（大正4年）、第12回衆議院議員総選挙に出馬し、当選。立憲政友会に属した。当選回数は7回を数えた。1939年（昭和14年）の政友会分裂では政友会革新同盟に所属した。
1944年11月9日没。享年76歳。墓所は青山霊園1-ロ-21-40。なお、墓石は鋭吉が明治40年に建立した。